# Електровимірювальні прилади

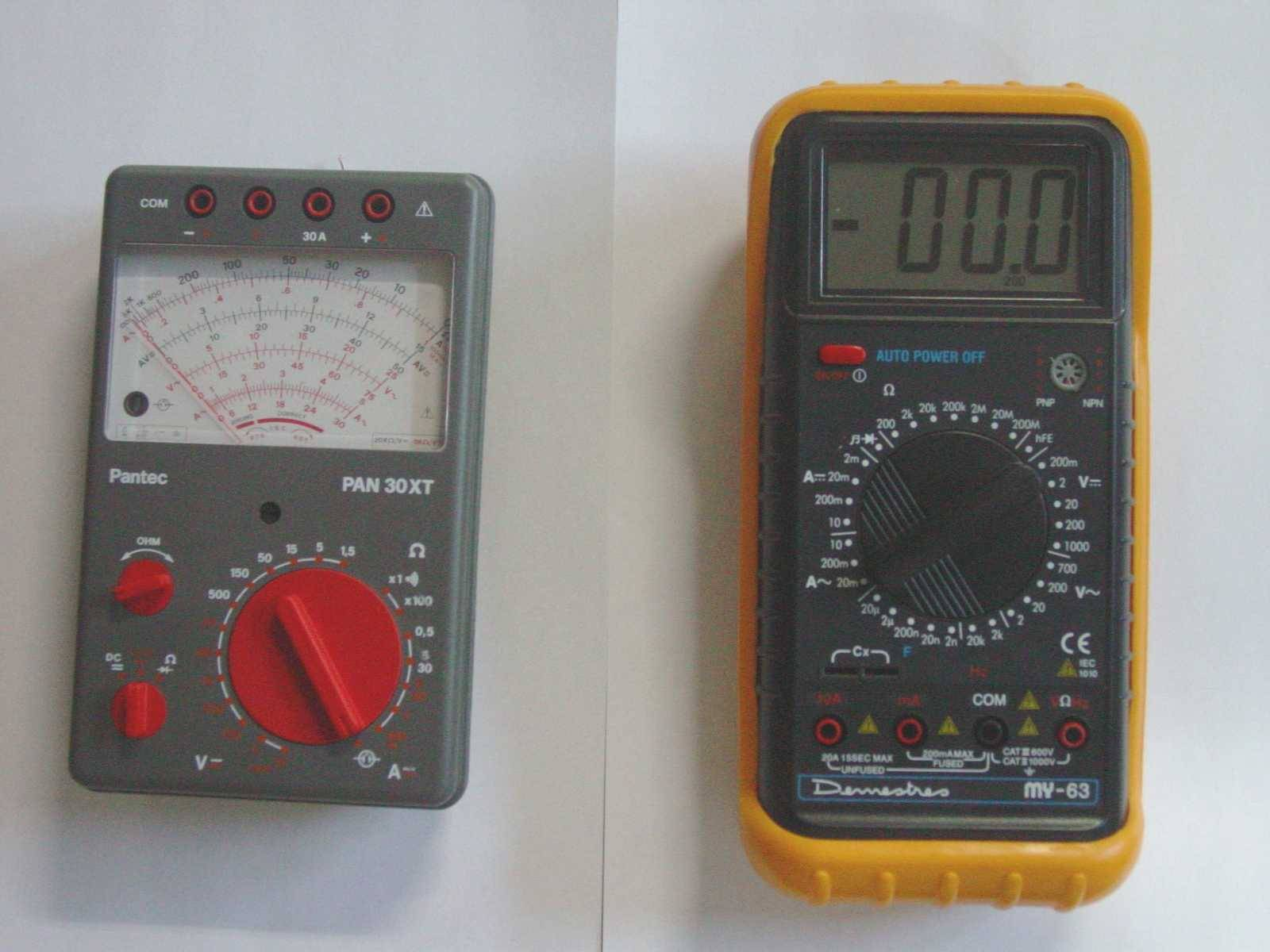
Аналоговий та цифровий мультиметри

Електровимі́рювальні при́лади — клас пристроїв, що застосовуються для вимірювання різних електричних величин. До групи електровимірювальних приладів також належать й інші засоби вимірювань — міри, перетворювачі, комплексні установки.  

## Класифікація
Електровимірювальні прилади для вимірювання електричних величин поділяються на:
- прилади для вимірювання сили струму — амперметри;
- прилади для вимірювання напруги — вольтметри;
- прилади для вимірювання активної та реактивної потужності — ватметри та варметри;
- прилади для вимірювання cos φ — фазометри;
- прилади для вимірювання опорів — омметри, мегометри;
- прилади для вимірювання частоти змінної напруги або струму — частотоміри;
- прилади для вимірювання ємності — фарадометри;
- прилади для дослідження повного набору характеристик пасивних електронних компонентів — вимірювачі імітансу;
- прилади для вимірювання добротності — куметри;
- прилади для вимірювання величини магнітного потоку — флюксметри;
- прилади для спостереження форми електричних сигналів та вимірювання параметрів сигналів — осцилографи.

## Галерея

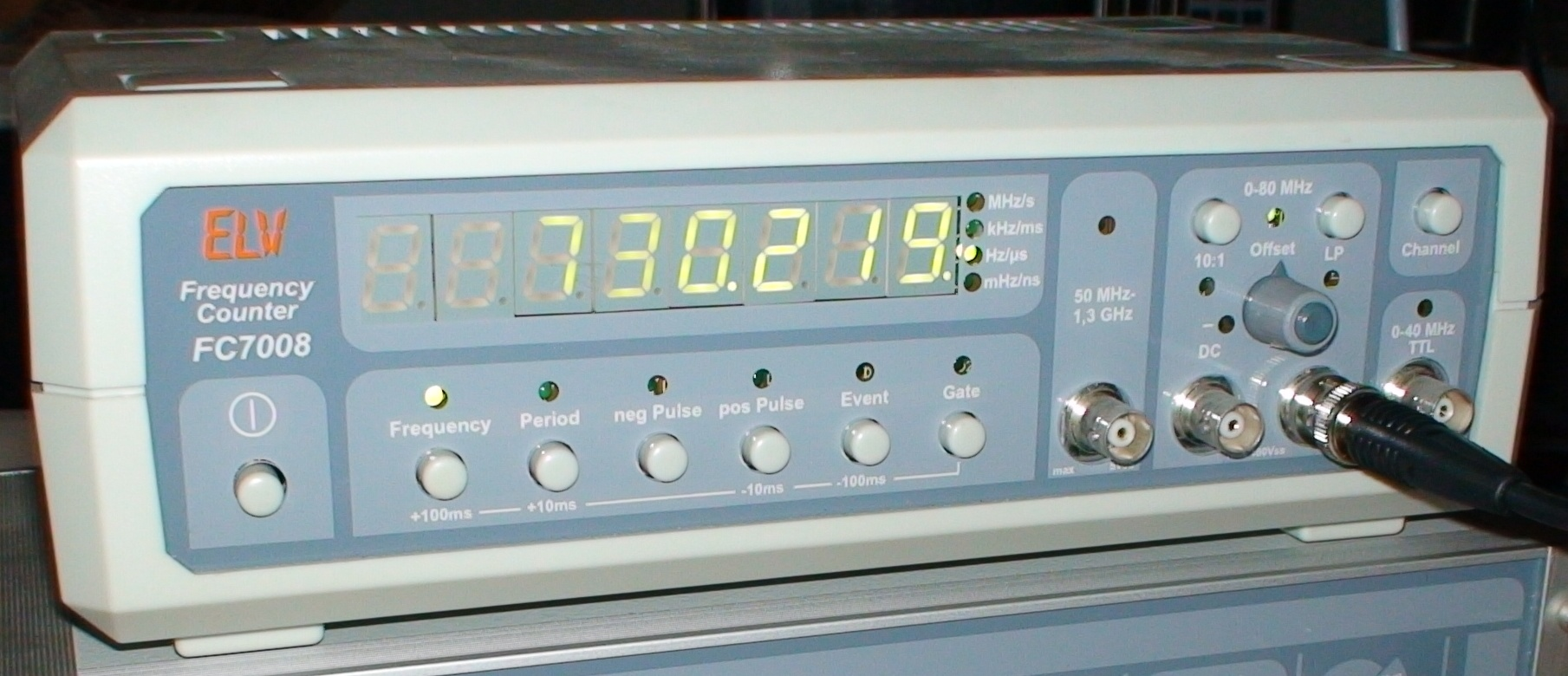
Частотомір
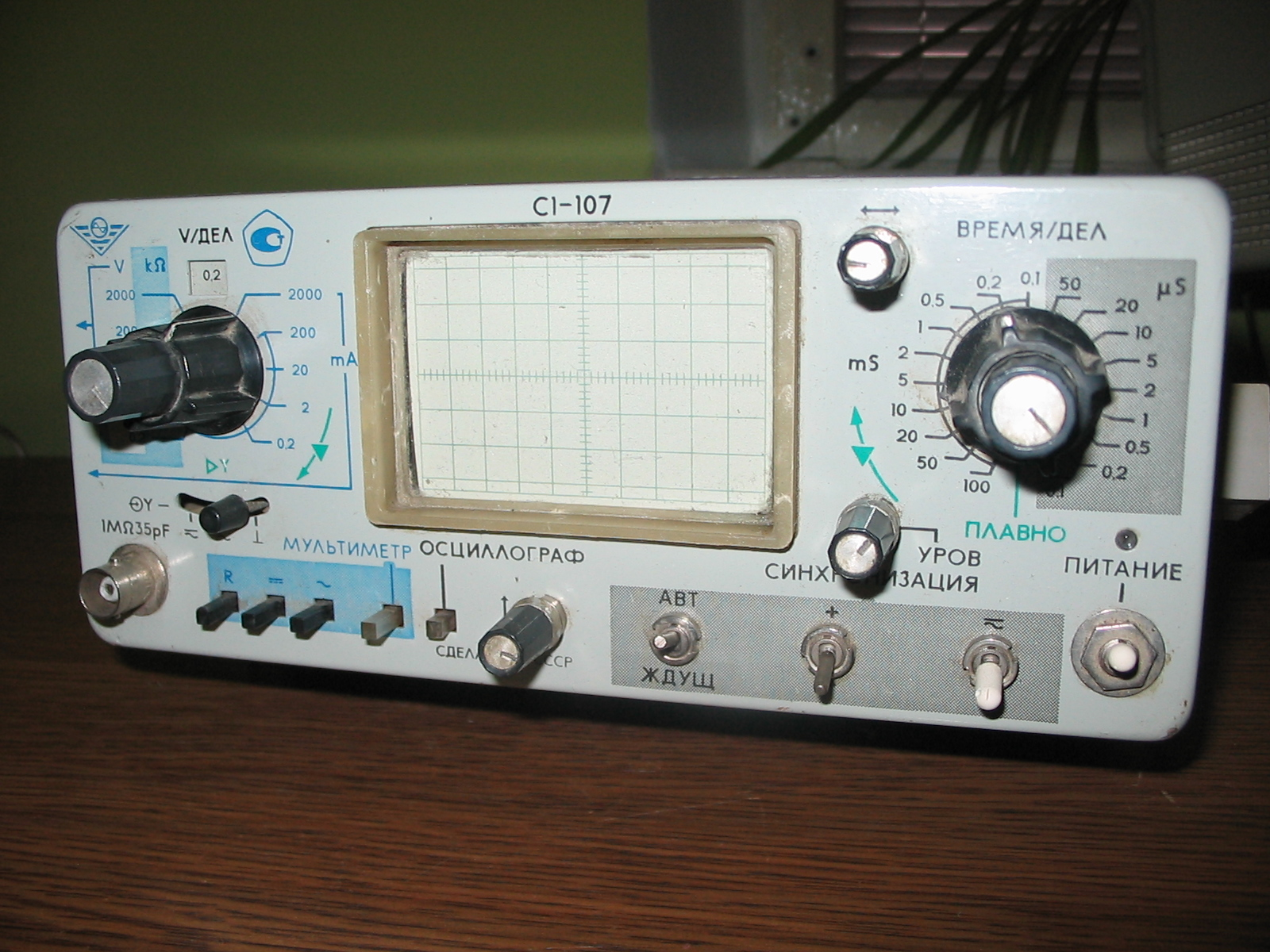
Аналоговий осцилограф С1-107
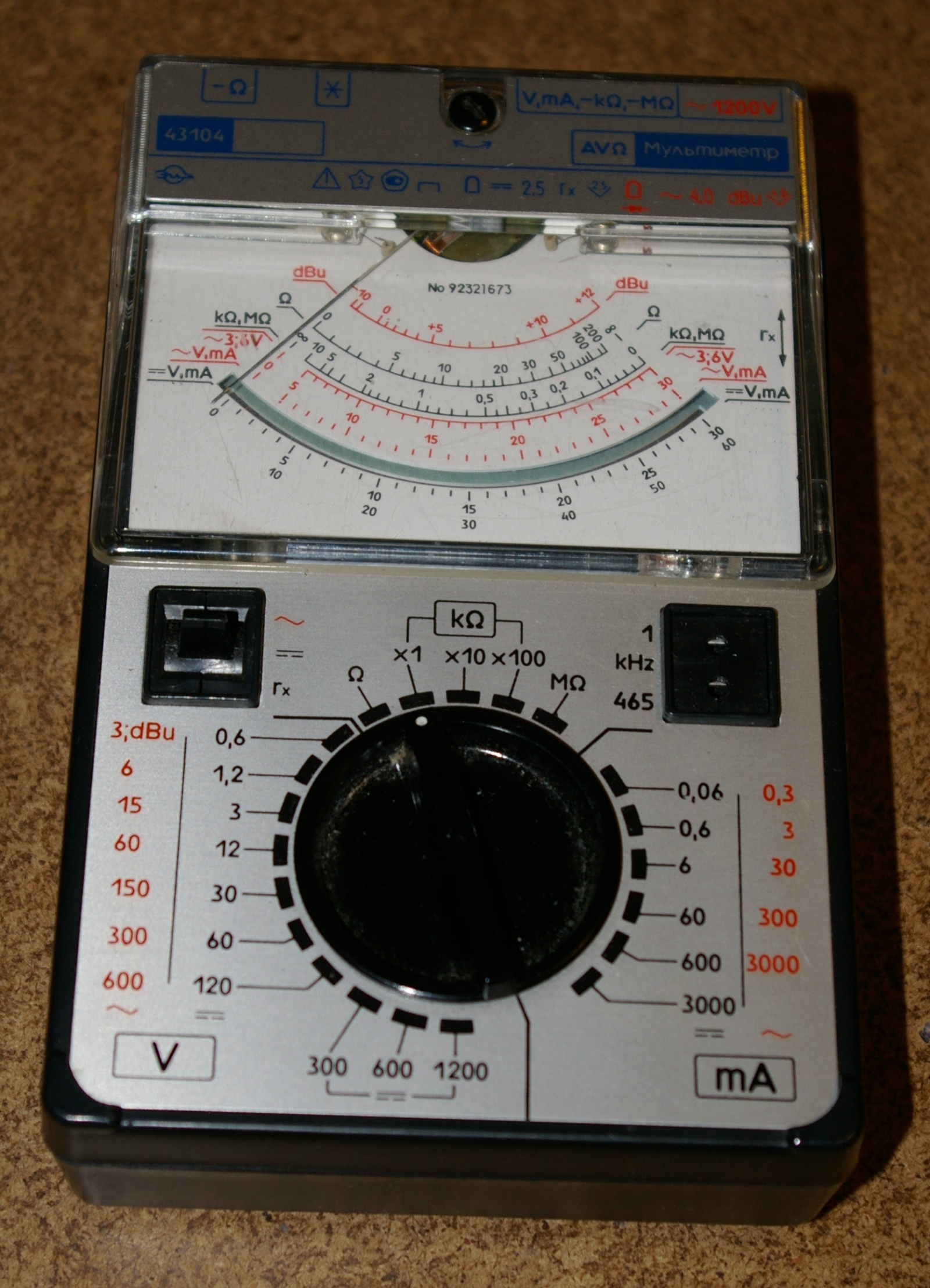
Аналоговий мультиметр. ВАТ "Електровимірювач", Житомир

## Системи електровимірювальних приладів

### Магнітоелектрична система.
Прилади даної системи працюють за принципом взаємодії магнітного поля нерухомого постійного магніту з магнітним полем провідника зі струмом, що проходить по рухомій котушці.

### Електромагнітна система
У вимірювальних механізмах електромагнітної системи обертальний момент обумовлений електромеханічною дією магнітного поля вимірюваного струму в нерухливій котушці приладу на рухливий феромагнітний якір. Механічні сили прагнуть перемістити якір так, щоб енергія магнітного поля механізму стала можливо більшої. В електромагнітному механізмі якір втягується в котушку, включену в ланцюг вимірюваного струму.
Для посилення магнітного поля й регулювання значення обертаючого моменту служить нерухливий феромагнітний сердечник. Протидіючий момент створюється спіральною пружиною. Для захисту від зовнішніх магнітних полів вимірювальний механізм поміщений у феромагнітний екран. У загальному випадку обертаючий момент, що діє на рухливу частину, дорівнює похідної енергії магнітного поля по координаті переміщення індуктивність і струм котушки
Магнітне поле котушки з вимірюваним струмом відносно слабке, тому що його магнітні лінії більшу частину шляхи проходять у повітрі. Із цієї причини чутливість вимірювального механізму електромагнітної системи мала і його необхідно захищати від зовнішніх магнітних полів або виготовляти астатичним.
В астатичному вимірювальному механізмі число котушок, рівною мірою, що беруть участь в утворенні обертаючого моменту, подвоюється, а їх власні магнітні поля мають протилежні напрямки. Зовнішнє однорідне магнітне поле, підсилюючи магнітне поле однієї котушки, у такому ж ступені послабляє магнітне поле другої котушки, не змінюючи загальний обертаючий момент вимірювального механізму.
Основні переваги приладів, що показують, електромагнітної системи - простота конструкції, стійкість нерухливої котушки до перевантажень по струму, незалежність показань від форми кривої струму. Основні недоліки - нерівномірність шкали, що частково можна виправити вибором геометричної форми рухомого сердечника, і низький клас точності внаслідок магнітного гістерезису й втрат енергії у феромагнітних елементах вимірювального механізму.

### Електродинамічна та Феродинамічна
Принцип дії електродинамічної системи заснований на взаємодії магнітних полів, рухомою і нерухомою котушок зі струмом. 
Відмінністю феродинамічного вимірювального механізму є розміщення нерухомої котушки на  осі механізму,  які  вмикають  паралельно до двох  спіральних  пружини,  які  створюють  момент  протидії  та  за  допомогою  яких  струм  подається  в  рухому  котушку. Замкнуте через залізо (феродинамічний) механізм, в якому магнітний потік, створений струмом, проходить по замкнутій шіхтованной (виконаної з набору листів) магнітного ланцюга. Ці механізми дуже міцні, проте вони поступаються за точністю вимірювальним механізмам електродинамічної системи. Зокрема, вони не можуть бути застосовані для вимірювань постійного струму.